# Herbert Clemens
Charles Herbert Clemens Jr. (né le 15 août 1939 à Dayton, Ohio) est un mathématicien américain spécialiste de géométrie algébrique complexe.

## Biographie
Clemens obtient son baccalauréat (B. Sc.) au College of the Holy Cross en 1961 et son doctorat (Ph. D.) à l'Université de Californie à Berkeley en 1966, sous la direction de Phillip Griffiths, avec une thèse intitulée Picard–Lefschetz Theorem for Families of Algebraic Varieties Acquiring Certain Singularities (« Théorème de Picard-Lefschetz pour les familles de variétés algébriques acquérant certaines singularités »). Il passe ensuite deux années à Santiago, au Chili, comme volontaire du Corps de la paix, et effectue ensuite un séjour de deux ans à l'Institute for Advanced Study de Princeton avant de retourner au Chili comme Fulbright Fellow en 1970.
En 1970, Clemens est nommé professeur assistant à l'université Columbia ; il y est promu professeur associé, puis part à l'université de l'Utah en 1975 comme professeur associé d'abord puis devient professeur titulaire en 1976 et professeur distingué en 2001. En 2002, il quitte l'Utah pour devenir professeur de mathématiques et d'enseignement des mathématiques à l'université d'État de l'Ohio.
Clemens est chercheur invité à l'Institute for Advanced Study de septembre 1968 à mars 1970 puis de septembre 2001 à juin 2003. Il est conférencier invité au congrès international des mathématiciens de 1976 à Vancouver et à nouveau au congrès de 1986 à Berkeley, où il donne une conférence intitulée Curves on higher dimensional complex projective manifolds (« Courbes sur les variétés projectives complexes de dimension supérieure »). Au cours de l'année universitaire 1974-1975, il reçoit une bourse Sloan.

## Recherche
En 1972, Clemens et Griffiths prouvent qu'une variété algébrique de dimension 3 n'est en général pas une variété rationnelle ; ceci fournit un exemple, en dimension trois, où l'unirationalité n'implique pas la rationalité. En 1986, Clemens est rédacteur en chef du Pacific Journal of Mathematics.

## Publications (sélection)

### Articles
- C. H. Jr. Clemens, « Picard–Lefschetz theorem for families of nonsingular algebraic varieties acquiring ordinary singularities », Transactions of the American Mathematical Society, vol. 136,‎ 1969, p. 93-108 (DOI 10.1090/s0002-9947-1969-0233814-9, MR 0233814)
- C. Herbert Clemens et Phillip A. Griffiths, « The intermediate Jacobian of the cubic threefold », Annals of Mathematics, vol. 95, no 2,‎ 1972, p. 281-356 (DOI 10.2307/1970801, JSTOR 1970801, MR 0302652, CiteSeerx 10.1.1.401.4550)
- Herbert Clemens, « Homological equivalence, modulo algebraic equivalence, is not finitely generated », Publications mathématiques de l'IHÉS, vol. 58,‎ 1983, p. 19-38 (DOI 10.1007/bf02953771, MR 0720930, S2CID 122757669, lire en ligne)
- Herbert Clemens, « Curves on generic hypersurfaces », Annales scientifiques de l'École normale supérieure, vol. 19, no 4,‎ 1986, p. 629-636 (DOI 10.24033/asens.1521, MR 0875091, lire en ligne)

### Livres
- C. Herbert Clemens, A scrapbook of complex curve theory, New York-Londres, Plenum Press, 1980 (ISBN 9780821833070, MR 0614289, lire en ligne)
- Herbert Clemens et Spencer Bloch et al. (éditeurs), Algebraic geometry: Bowdoin 1985, Part 1 et 2, American Mathematical Society, coll. « Proceedings of symposia in pure mathematics », 1987 (ISBN 978-0-8218-1481-9 et 978-0-8218-1480-2)
- Herbert Clemens, János Kollár et Shigefumi Mori, Higher dimensional complex geometry, Société mathématique de France, coll. « Astérisque » (no 166), 1988, 144 p. (lire en ligne)
- Herbert Clemens et Michael A. Clemens, Geometry for the Classroom, Springer, 1991, 356 p. (ISBN 978-0-387-97564-1 et 978-1-4612-0961-4, DOI 10.1007/978-1-4612-0961-4)
- Herbert Clemens et János Kollár (éditeurs), Current topics in complex algebraic geometry, Cambridge University Press, 1995 (ISBN 9780521562447, lire en ligne)
- avec Alessio Corti : contribution à János Kollár et Shigefumi Mori, Birational geometry of algebraic varieties, Cambridge University Press, 1998 (DOI 10.1017/CBO9780511662560), qui contient une version révisée de (Clemens, Kollár et Mori 1988).